# Holoparamecus microps
Holoparamecus microps is een keversoort uit de familie zwamkevers (Endomychidae). De wetenschappelijke naam van de soort werd in 1895 gepubliceerd door Marie Joseph Paul Belon.